# 温州南駅

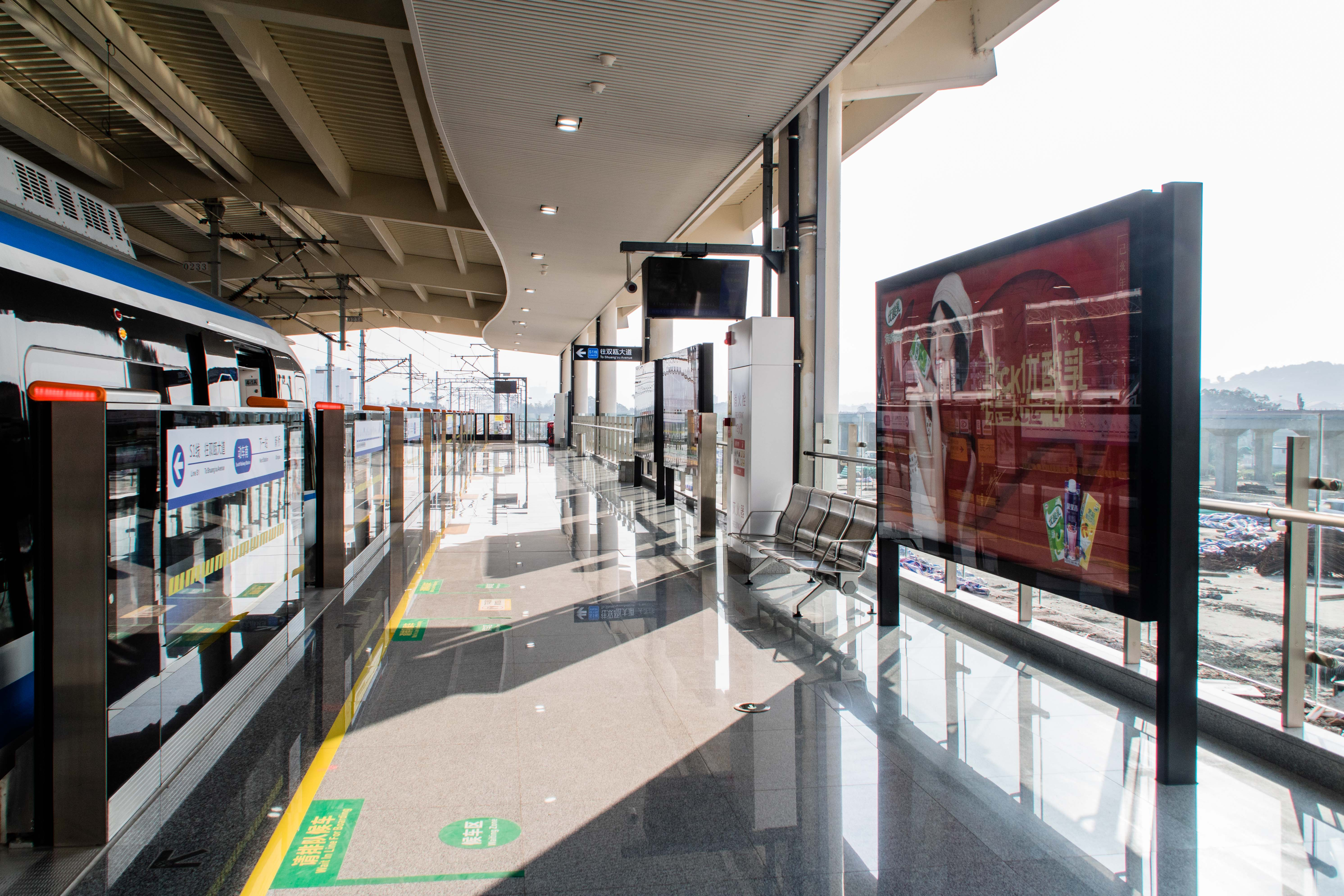
温州軌道交通1号線のホーム

温州南駅（おんしゅうみなみえき）は、中華人民共和国浙江省温州市甌海区潘橋鎮に位置する中国国鉄上海鉄路局が管轄する駅である。市中心まで約13.5km、温州龍湾国際空港まで約28km離れている。建設中は新温州駅（しんおんしゅうえき）と呼ばれていたが、従来温州南駅と呼ばれていた潘橋鎮貨物駅を甌海貨物駅に改名して本駅の名称を温州南駅とした。駅舎は上海市建築設計研究院が設計し、浙江省建工集団公司が建設した。
温州軌道交通の動車南駅（どうしゃみなみえき）が西側に隣接している。

## 所属路線
温州南駅
- 中国国鉄
  - 甬台温線：寧波駅起点から279.09km、本駅が終点。
  - 温福線：本駅が起点、福州南駅終点まで294km、福州駅まで302km。

動車南駅
- 温州軌道交通
  - ■S1線

## 駅構造
温州南駅
- 単式ホーム1面、島式ホーム3面の地上駅であり、通過線2本、発着線7本を有する。

動車南駅
- 相対式ホーム2面2線の地上駅である。

## 歴史
- 2008年10月：建設を開始した[3]
- 2009年9月28日：甬台温線、温福線の運営開始に伴い開業した[4]
- 2010年1月28日：主駅舎を正式に使用開始した[5]
- 2019年1月23日：S1号線動車南駅が開業した[6]

## 隣の駅
中国国鉄
甬台温線
永嘉駅 - 温州南駅
温福線
温州南駅 - 瑞安駅
金温線の温州西駅との間に連絡線がある。
温州軌道交通
■S1線
潘橋駅 - 動車南駅 - 新橋駅